# 子供たちは夜の住人
『子供たちは夜の住人』（こどもたちはよるのじゅうにん）は、高河ゆんによる日本の漫画作品。

## 登場人物
柴 （さい）
御獄界の大悪魔。四天王を捕まえる目的で地上にやって来た。
高輪 湊 （たかなわ みなと）
黄金律の体を持つ高校生。悪魔は黄金律の体の体液を吸収すると絶大な力を得る。姉と二人暮し。
高輪 由美 （たかなわ ゆみ）
湊の姉。
道麻 （どうま）
御獄界の柱を支えていた四天王。
炎路 （えんじ）
御獄界の柱を支えていた四天王。
雷 （らい）
御獄界の柱を支えていた四天王。
雪 （ゆき）
御獄界の柱を支えていた四天王。
一座 （いちざ）
柴の八部衆。
二葉 （ふたば）
柴の八部衆。
三輪 （みわ）
柴の八部衆。
四門 （しもん）
柴の八部衆。
五目 （ごもく）
柴の八部衆。
六道 （りくどう）
柴の八部衆。
七重 （ななえ）
柴の八部衆。
八尾 （やお）
柴の八部衆。
まりあ
柴の母親。下級淫魔。
竜 （りゅう）
柴の父親。神父。黄金律の体を持つ。間違えた召喚で出現したまりあに一目惚れし、溺愛していた。亡くなっている。
将軍 （しょうぐん）

## 書誌情報
高河ゆん（新装版）『子供たちは夜の住人』〈秋田書店、ALC・deluxe〉全2巻
1. 1995年7月発売、ISBN 4-253-15621-5
2. 1995年7月発売、ISBN 4-253-15622-3

## CD

### 音楽編
1. わがうちに憂いは満ちぬ
2. SUPER FEELING
  - 作詞：松葉美保、作曲：日詰昭一郎、編曲：古川貴司、歌：林原めぐみ
  - 林原めぐみのアルバム『SHAMROCK』に再録
3. CRAZY & SOLITUDE
  - 作詞：松葉美保、作曲：原一博、編曲：古川貴司、歌：仲村知夏
4. 魔笛
5. CHILDREN PARTY
  - 作詞：松葉美保、作曲：久保浩二、編曲：古川貴司、歌：林原めぐみ
  - 林原めぐみのアルバム『SHAMROCK』に再録
6. 静かな夜、聖なる夜
7. WAITING FOR YOUR PARADISE
  - 作詞：松葉美保、作曲：原一博、編曲：宇佐美克彦、歌：仲村知夏
8. DON'T SIGH
  - 作詞：松葉美保、作曲：原一博、編曲：古川貴司、歌：林原めぐみ
  - 林原めぐみのアルバム『SHAMROCK』に再録
9. 天使の糧
10. そばにいたいから
  - 作詞：今西一彰、作曲：仲村知夏、編曲：秋葉卓司、歌：仲村知夏
11. 至福の時を讃えん

スタッフ
- プロデュース：大月俊倫

### ドラマ編
キャスト
- 柴：菊池正美
- まりあ：かないみか
- 竜：小杉十郎太
- 高輪湊：佐々木望
- 高輪由美：林原めぐみ
- 地の道麻：天野由梨
- 火の炎路：玉川紗己子
- 風の雷：子安武人
- 水の雪：高山みなみ
- 少女：馬田賀弥子
- 悪魔：石田彰
- クラスメート：真殿光昭
- 将軍：速水奨

楽曲
- 「浮遊人」

作詞：松葉美保、作曲：佐藤英敏、編曲：Vink's、歌：佐々木望
- 「WONDERFUL WOMAN」

作詞 : 松葉美保、作曲：原一博、編曲：古川貴司、歌：仲村知夏
- 「夜を連れて」

作曲：山浦克己、編曲：矢吹俊郎、本間昭光、演奏：PSIGH・S
- 「誰かがいない」

作詞：松葉美保、作曲：佐藤英敏、編曲：Vink's、歌：佐々木望
- 「月の光に艦みて」

作曲：美野春樹、編曲：美野春樹、演奏：美野春樹
- 「CALL YOU」

作詞：松葉美保、作曲：若林剛太、編曲：Vink's、歌：菊池正美
スタッフ
- 脚本：面出明美
- 音響演出：若林和弘
- 音楽：山中紀昌

ミュージックスタッフ
- Dir：山崎淳（右脳）
- キーボード：大平勉、本間昭光
- プログラミング：大平勉、矢吹俊郎
- エレクトリックギター：矢吹俊郎
- コーラス：高橋洋子
- ミックス：森元浩二、辻裕行
- スタジオ：サンタイズST、YK ST、スタジオ・サウンドDALI
- スペシャルサンクス：副田研二